# Louis Lamm

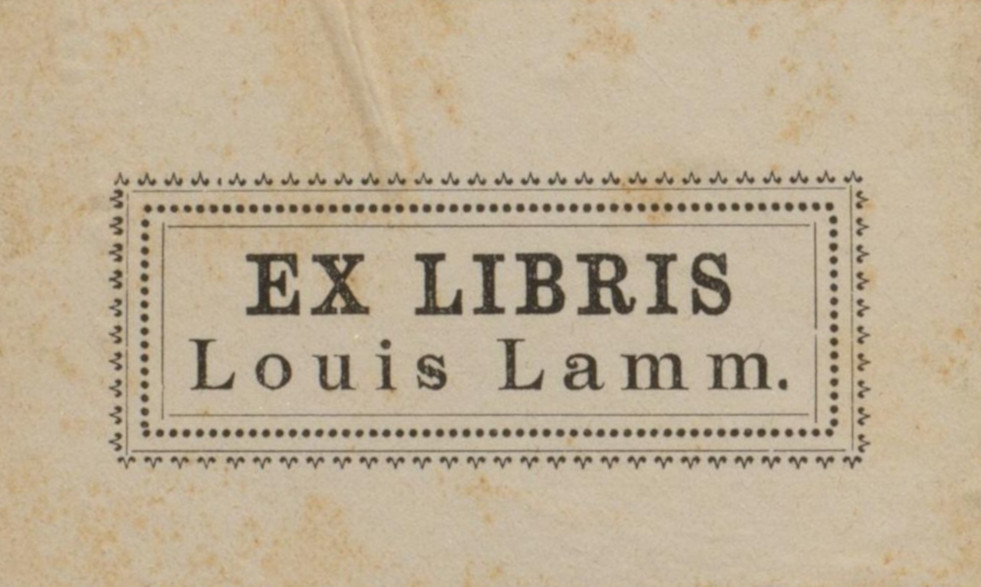
Ex-libris van Louis Lamm

Louis Lamm (Wittelshofen, 12 december 1871 – Auschwitz, 19 november 1943) was een Duits-Joodse boekhandelaar, antiquaar en uitgever.
Lamm werd geboren als Yehuda Lamm, en groeide met zes zusters op in het arm joods-orthodox gezin van Max Lamm en Hanna Altmayer. Zijn vader was loodgieter, maar maakte ook kunstzinnige judaïca en gaf Lamm’s jüdischer und deutscher Wochenkalender uit. In 1874 verhuisde het gezin naar Buttenwiesen.
Op 13-jarige leeftijd werd Lamm in een pleeggezin in Frankfurt am Main opgenomen. Hij ging in de leer bij antiquariaat en uitgeverij A. J. Hofmann en moest beloven geen uitgeverij binnen 500 kilometer van Frankfurt te beginnen. In 1903 opende hij met Bernhard Nathansen een boekhandel in Berlijn. Vanaf 1905 zette Lamm de zaak, die in judaïca was gespecialiseerd, alleen voort. Hij gaf meer dan 30 antiquarische catalogi uit waardoor hij afzetmarkten in heel Europa en de Verenigde Staten wist te ontsluiten.
In 1904 trouwde hij met Julia Pinczalver (1880-1940) met wie hij drie kinderen kreeg.
In zijn uitgeverij publiceerde Lamm voornamelijk werken over de Joodse geschiedenis, waarvan hij er vele zelf had geschreven. Zijn meest succesvolle boekenseries waren Lamm's Bibliotheca Judaica en - tijdens de Eerste Wereldoorlog - Lamms jüdische Feldbücherei, waarmee hij zich onderscheidde als een patriottische Duitser. Tijdens de Eerste Wereldoorlog publiceerde hij ook een serie prentbriefkaarten - Lamms jüdische Kriegspostkarten - en in 1916 een repertorium van Joodse oorlogsgeschriften. Lamm's winkel was een ontmoetingsplaats voor Joodse en niet-Joodse geleerden. In 1928 vierde het bedrijf zijn 25-jarig bestaan.
Lamm verkocht als antiquaar ook waardevolle privé-bibliotheken van verschillende geleerden waaronder de bibliotheek van Franz Delitzsch. In 1924 was hij medeoprichter van het Soncino-Gesellschaft, een vereniging voor vrienden van het Joodse boek. In datzelfde jaar zette hij een advertentie waarin hij een streng orthodox gezin in Amsterdam zocht waar hij zijn 16-jarige dochter een half jaar zou kunnen onderbrengen.
Na de machtsovername werd Lamm op straat geslagen omdat hij Jood was. Lamm besloot daarop dat hij niet in Duitsland kon blijven. Begin december 1933 emigreerde hij naar Nederland. Zijn vrouw en jongste dochter volgden op 2 januari 1934; de twee oudste kinderen emigreerden naar het mandaatgebied Palestina. Lamm zette zijn antiquariaat vanaf voorjaar 1934 voort in het pand Amstel 3 te Amsterdam. In hetzelfde pand woonde de fotograaf Cas Oorthuys. In Nederland werkte Lamm samen met Abraham Horodisch, eveneens een uit Berlijn naar Amsterdam gevluchte antiquaar. Lamm zou 16 rijnaken vol boeken naar Amsterdam hebben laten brengen, na eerst 200 duizend kilo aan deels ongebonden boeken te hebben laten vernietigen.
Zijn eerste Amsterdamse antiquarische catalogus bracht hij in 1935 uit onder de titel Bibliotheca Judaica Iberia. Naast boeken verhandelde Lamm ook religieuze voorwerpen en hij leverde bijvoorbeeld aan het in 1930 opgerichte Joods Historisch Museum. Lamm had daarvoor al goede persoonlijke betrekkingen en was een bekende persoonlijkheid. Bij zijn 70e verjaardag op 12 december 1941 verscheen een artikel over hem in Het Joodsche Weekblad. Lamm adverteerde destijds als 'grootste Joodse antiquariaat in Europa'.
Tijdens de bezetting werd Lamm naar Kamp Westerbork afgevoerd. Op 16 november 1943 werd hij naar Auschwitz gedeporteerd, waar hij op 19 november met zijn dochter Ruth Fanny werd vermoord.
De boekenvoorraad van het antiquariaat werd geplunderd. Lydia Oorthuys, die met Cas Oorthuys in hetzelfde huis woonde, berichtte hierover in een brief. Een deel van het bezit van Lamm werd in 1950 bij Burgersdijk & Niermans in Leiden geveild. Veel van zijn boeken werden gekocht door antiquariaat Pampiere Wereld van Salomon Samson Meijer, een leerling van Lamm.

## Eerbewijzen
- Als eerbetoon aan Lamm en zijn dochter Ruth Fanny werden op 17 december 2021 op de locatie van Amstel 3 de 999e en 1000ste Nederlandse Stolpersteine gelegd.[10]
- In Buttenwiesen is het plein voor de synagoge naar Louis Lamm genoemd.[11]
- Lamm was een vooraanstaand lid van de joods-orthodoxe gemeente Adass Jisroel in Berlijn. De gemeente onthulde op 3 november 2009 naast de synagoge een gedenkplaat ter ere van Lamm.[12]

- Gemeinsame Normdatei: 1027677746
- International Standard Name Identifier: 0000 0000 6666 7810
- Library of Congress Control Number: nr99021801
- Nationale Bibliotheek van Tsjechië: zmp2013775417
- Nationale Bibliotheek van Israël: 987007264377605171
- Nederlandse Thesaurus van Auteursnamen: 133787133
- Virtual International Authority File: 37280855
- WorldCat: E39PBJbCQCQKCxWHTHJBVTKfMP